# Met man en muis
Met man en muis is een Nederlands muziektheaterwerk met muziek van Harry Bannink en teksten van Annie M.G. Schmidt en Lennaert Nijgh. Het is niet echt musical of cabaret, maar volgens de platenhoes '(...) een cocktail van cabaret en moderne show met een scheutje vaudeville en een drupje musical (...)'.
De productie ging op 3 januari 1969 in première in theater Nieuwe de la Mar en ging verder on tour.
Producent John de Crane zag in het Lido in Parijs artiesten die optraden met een live orkest dat werd versterkt door een orkestband. Dit wilde hij ook voor Met man en muis. Het orkest onder leiding van Gérard Levecque en Claude Denjean werd opgenomen in Parijs, in aanwezigheid van Bannink. Terug in Nederland bleek de orkestband voor de show onbruikbaar, want de Franse stemtoon (de A) klonk iets hoger dan op dat moment gebruikelijk. Voor de lp konden de opnamen wel gebruikt worden. Bannink speelde mee in het theaterorkest.
Om Annie M.G. Schmidt meer ruimte te geven voor het schrijven van het toneelstuk En ik dan?, dat in 1968 in première zou gaan, wilde De Crane dat ook andere schrijvers een bijdrage aan Met man en muis zouden leveren, namelijk Lennaert Nijgh, Friso Wiegersma, Guus Vleugel en Michel van der Plas. Uiteindelijk leverde alleen Nijgh teksten voor drie liedjes en moest Schmidt de andere teksten schrijven. De eenheid in de voorstelling was ver te zoeken en de Engelse regisseur en choreograaf Malcolm Clare begreep volgens Schmidt niets van haar satire. Clare gaf zijn opdracht terug en Berend Boudewijn, de regisseur van En ik dan? en choreograaf Johan Verdoner namen zijn plaats in. De kritieken waren gemengd en het aantal bezoekers van de voorstelling viel tegen.
Conny Stuart speelde een belangrijke rol en zong onder meer Knapenkoor en De bij. Elsje de Wijn maakte haar debuut en scoorde een hit met Karel.
Op 13 april 1969 werd de lp van Met man en muis  in Amsterdam gepresenteerd door Schmidt, Bannink, De Crane en de hoofdrolspelers Stuart, De Wijn en Freddy Albeck.

## Zangers/Acteurs
- Conny Stuart
- Ton Lensink
- Freddy Albeck
- Elsje de Wijn
- Robert Pelser
- Peter van de Wouw
- Beer Bossu
- Frans Eppink
- Saskia Holleman
- Madelon Michel
- Marius Monkau
- Maud Ockers

## Liedjes op de lp
- Ouverture: Nou daar gaan we dan
- De tekst
- I'm a homing pigeon
- Het was een avond in april
- Psychedelisch
- Pas op dat jij het niet bent
- Karel
- Kindervloot
- De bij
- Ballade van het ijskoude hart
- Knapenkoor
- Moniek
- (Baby we're) Getting old
- Finale: Aardig voor elkaar